# Związek Naprawy Rzeczypospolitej
Związek Naprawy Rzeczypospolitej – sanacyjna organizacja polityczna powstała w 1926 r. W jej skład weszli działacze Związku Strzeleckiego, Związku Powstańców Śląskich i Związku Osadników Wojskowych wywodzący się ze Związku Młodzieży Polskiej „Zet” (tzw. Związek Patriotyczny). Pod względem ideologicznym lokował się na lewym skrzydle obozu piłsudczykowskiego. Przejawiało się to głównie w postulatach przeprowadzenia w Polsce reform społecznych, umocnienia władzy prezydenta i zmniejszenia zakresu uprawnień parlamentu. Członkowie Związku sprzeciwiali się także rosnącym wpływom endecji. Organizacja skupiała przede wszystkim inteligencję pracującą, posiadając wpływy w ruchu spółdzielczym oraz organizacjach nauczycielskich i rolniczych.
W 1928 r. Związek Naprawy Rzeczypospolitej wszedł w skład BBWR, później wraz z Partią Pracy utworzył Zjednoczenie Pracy Wsi i Miast. W 1930 r. zaprzestał działalności. Część byłych członków organizacji utworzyła natomiast nieformalną grupę nazywaną „Naprawą”, której formą organizacyjną stał się utworzony w 1936 r. Związek Działaczy Społecznych. W 1937 r. prawe skrzydło „Naprawy” weszło w skład Obozu Zjednoczenia Narodowego. Inna grupa polityków związanych z "Naprawą" znalazła się w opozycji wobec obozu sanacyjnego (byli to przede wszystkim zwolennicy syndykalizmu kierujący Związkiem Związków Zawodowych).
Pod wpływem Naprawy pozostawały m.in. Generalna Federacja Pracy (potem Związek Związków Zawodowych), Związek Polskiej Młodzieży Demokratycznej, Centralny Związek Młodej Wsi „Siew”, Związek Harcerstwa Polskiego. Głównymi działaczami Związku Naprawy Rzeczypospolitej byli: Michał Grażyński, Zdzisław Lechnicki, Wiktor Zygmunt Przedpełski, Jerzy Szurig i inni. Organami prasowymi organizacji były gazety „Przełom” oraz „Naród i Państwo”.